# Le Mée-sur-Seine
Le Mée-sur-Seine è un comune francese di 20 699 abitanti situato nel dipartimento di Senna e Marna nella regione dell'Île-de-France.

## Società

### Evoluzione demografica
Abitanti censiti

## Amministrazione

### Gemellaggi
- Meckenheim
- Pozoblanco